# Kuldyga (rejon)
Kuldyga (łot. Kuldīgas rajons) – rejon w zachodniej Łotwie, funkcjonujący w latach 1949–2009.
Rejon graniczył z rejonami: Lipawa, Saldus, Talsi, Tukums i Windawa.
Zniesiony 30 czerwca 2009, w ramach reformy administracyjnej.